# Cylicolaimus
Cylicolaimus is een geslacht van vrij in zee levende rondwormen uit de familie van de Leptosomatidae. De wetenschappelijke naam van de soort is voor het eerst geldig gepubliceerd in 1889 door Johannes Govertus de Man. De Man beschreef tevens de soort Cylicolaimus magnus (oorspronkelijk door Villot Leptosomatum magnum genoemd), gevonden aan de kust van Cornwall bij Penzance.

## Soorten[1]
- Cylicolaimus brachyurus
- Cylicolaimus edentulus
- Cylicolaimus jaegerskioeldi
- Cylicolaimus magnus
- Cylicolaimus minutus
- Cylicolaimus obtusidens
- Cylicolaimus simplex